# Hålldammen, Hälsingland
Hålldammen är en sjö i Hudiksvalls kommun i Hälsingland och ingår i Nianån-Norralaåns kustområde. Sjön har en area på 0,37 kvadratkilometer och ligger 23 meter över havet. Sjön avvattnas av vattendraget Långvindsån.

## Delavrinningsområde
Hålldammen ingår i det delavrinningsområde (681820-156848) som SMHI kallar för Utloppet av Hålldammen. Medelhöjden är 27 meter över havet och ytan är 0,99 kvadratkilometer. Räknas de 17 avrinningsområdena uppströms in blir den ackumulerade arean 101,03 kvadratkilometer. Avrinningsområdets utflöde Långvindsån mynnar i havet. Avrinningsområdet består mestadels av skog (62 procent). Avrinningsområdet har 0,37 kvadratkilometer vattenytor vilket ger det en sjöprocent på 37 procent.